# Euphylidorea costata
Euphylidorea costata là một loài ruồi trong họ Limoniidae. Chúng phân bố ở miền Tân bắc.